# Fazıl Say
Fazıl Say (Ankara, 14 de gener de 1970) és un pianista i compositor turc. Fill d'un musicòleg, Ahmet Say, inici a tocar el piano als quatre anys en casa. Fa els seus estudis de música al Conservatori d'Ankara. La seva primera composició musical, una sonata de piano, la fa als 14 anys.

## Biografia
Fazıl Say va néixer el 1970. Era un nen prodigi que era capaç de fer aritmètica bàsica amb 4 dígits amb només dos anys. El seu pare, descobrint que estava tocant la melodia de “Daha Dün Annemizin”, en una flauta sense estudi previ, va demanar ajuda a Ali Kemal Kaya, un oboista i amic de la familia. A l'edat de tres anys, Say va començar les seves classes de piano amb el pianista Mithat Fenmen.
Say va escriure la seva primera peça, una sonata de piano, amb només 14 anys, quan era estudiant al conservatori d’Ankara. Algunes obres que va escriure seguidament, en aquesta fase primerenca de la seva vida van ser algunes obres de cambra sense número d’opus, com Schwarze Hymnen, per a violí i piano i un concert per a guitarra. L’obra a la qual li va donar el primer número d’opus va ser Nasreddin Hodja (1990), obra que va tocar en el concert que el va fer guanyar el Young Concert Artists Auditions a Nova York. En essència, aquesta obra mostra el seu estil personal compositiu com: una estructura rapsòdica i de fantasia; ritme canviant, alguns cops de dansa; una pulsació continuada i bategant; molta riquesa melòdica, molt arrelada a la música popular turca i dels voltants. L’obra per a piano que va atraure l’atenció internacional va ser Kara Toprak op. 8 (1997) (en anglès, Black Earth, en català, Terra Negra), en la qual usa tècniques que va popularitzar John Cage en les seves obres per a piano preparat.
Després d’això, Say va començar a utilitzar grans formes orquestrals més sovint. També, amb la inspiració de la poesia i biografies d’escriptos com Nâzım Hikmet i Metin Altıok, va compondre obres per a solistes, cors i orquestres. Obres com ara l’oratori Nâzim, op. 9 (2001), agafen clarament la tradició de compositors com ara Carl Orff. Fazıl Say, sovint, en la seva música utilitza instruments turcs com ara: el küdum i els timbals darbuka i una flauta amb canya anomenada Ney. L’ús d’aquests instruments li dona un color únic que el diferencia de altres composicions del mateix gènere.
L’obra que pot ser li va donar un succés encara més gran va ser la seva primera simfonia, la Simfonia d’Istanbul (2009), que es va estrenar al 2010 quan va acabar els seus 5 anys d'estada amb el Konzerthaus Dortmunt. Altres obres que va escriure el mateix any de l'estrena van ser el Divorce String Quartet, op. 29 (basat en principis atonals), el concert per a piano Nirvana Burning, op. 30, pel festival de Salzburg i un concert per a trompeta. També, Say, va escriure per a Sabine Meyer, un concert per a clarinet, op. 36 (2011), que fa referència a la vida i treball del poeta persa Omar Khayyam.
Ha tocat en moltes orquestres, com ara: l'Orquestra filarmònica de Nova York, la d’Israel, la de la BBC, la de Sant Petersburg, l’Orquestra Sinfónica de Baltimore, l’Orquestra Nacional de França o l’Orquestra Ciudad de Granada. Say, també sent una gran passió pel jazz, cosa que li va portar a fundar el Worldjazz Quartet.

## Càrrecs per blasfèmia
A l’abril del 2012, Say va ser investigat per l’oficina fiscal d’Istanbul a causa d’uns tweets declarant-se ateu i retuitejant un missatge que feia humor sobre la idea de paradís islàmica.
Després Say va anunciar que estava considerant marxar de Turquia i viure al Japó, a causa del islam conservador en augment i la intolerància creixent en la seva terra.
L’1 de Juny del 2012, un tribunal d’Istanbul va ser sentenciat amb el crim “d’insultar els valors religiosos adoptats per una part de la nació, públicament”, un crim que té com a pena fins a 18 mesos de presó. Say va explicar al tribunal que ell no pretenia insultar a ningú, només estava expressant la seva inquietud. El 15 d’abril del 2013, Say va ser sentenciat a 10 mesos gràcies al bon comportament en el jutjat. La sentència, finalment, es va suspendre, deixant-lo lliure sempre i quan no repetís la ofensa en els pròxims cinc anys.
En segona instància, la Cort Suprema d’instàncies de Turquia, va retirar la convicció del 26 d’octubre de 2015, dient que els tweets de Say estan dins dels marcs de llibertat de pensament i expressió.